# Peg of the Pirates
Peg of the Pirates è un film muto del 1918 scritto e diretto da O.A.C. Lund.

## Trama
Margaret "Peg" Martyn è innamorata di Terry, un poeta squattrinato, ma suo padre, Sir Wyndham Martyn, la costringe a fidanzarsi con il ricco Arthur Elliott, molto più anziano di lei. Alla festa per il fidanzamento, la ragazza esprime il desiderio che tutto vada a monte, desiderando che possano arrivare i pirati per portarsela via. La sua fantasia si avvera: i pirati assaltano la tenuta dei Martyn, saccheggiandola e Peg viene rapita e portata sulla nave. Il più feroce dei pirati, Flatnose Tim, vuole uccidere la giovane e lei, per salvarsi, finge di essere morta. La ciurma sta per seppellirla nella caverna dove i pirati tengono il loro tesoro, ma Peg li spaventa facendosi passare per un fantasma. Flatnose Tim, però, scopre l'inganno: Peg viene salvata solo dall'arrivo di Terry che, al comando di una nave, batte i rapitori. Sir Martyn, impressionato dal coraggio del poeta, benedice il matrimonio tra lui e la figlia dopo che la coppia felice ha recuperato il tesoro dalla caverna.

## Produzione
Il film fu prodotto dalla Fox Film Corporation.
Venne girato nella Carolina del Sud, a Charleston.

## Distribuzione
Distribuito dalla Fox Film Corporation, il film uscì nelle sale cinematografiche USA il 12 maggio 1918.